# ملوخا
ملوخا (Meluḫḫa) نام سومری یکی از شرکای تجاری برجسته سومر در عصر برنز میانه است، بیشتر محققان آن را با تمدن دره سند مرتبط می‌دانند.